# كآبة هاروهي سوزوميا
كآبة هاروهي سوزوميا (باليابانية: 涼宮ハルヒ، بالروماجي: Suzumiya Haruhi) هي رواية خفيفة من تأليف ناغارو تانيغاوا و رسوم نويزي إيتو أقتُبست إلى سلسلة مانغا ثم إلى أنمي تلفزيوني من إنتاج استوديو كيوتو أنيميشن.وتدور أحداثه حول فتاة تدعى هاروها وقد أنتقلت حديثاً إلى مدرسة جديدة، ولها تصرفات غريبة جداً فهي تبحث عن الفضائيين أو عن أشخاص يأتون من المستقبل، وهي جادة جداً في ذلك ولا تمزح.

## القصة
كيون هو طالب سلبي في المرحلة الثاناويه
لا يحب الاختلاط كثيرا، في اليوم الأول من الدراسة في المدرسة الثانوية، يلتقي بفتاة تدعى هاروهي سوزوميا، هي مهتمة بالبحث عن الفضائيين والآتين من المستقبل والأجانب وغريبوا الأطوار، وهي جادة تماما في ذلك فكلما اقترب كيون من تلك الفتاة اكتشف المزيد عن شخصيتها الفريدة.

## معلومات عن الأنمي
النوع: مسلسل تلفزيوني
عدد الحلقات: 13 + حلقة خاصة
تاريخ إصدار الانمي : Apr 3, 2006 to Jul 3, 2006
الأسلوب :كوميدي
التصنيف العمري:13+
عدد الأغاني للشخصية الكارتونية 7 البومات

## الشخصية الأساسية
«هاروهي سوزوميا» هي فتاة في الصف الأول في المعهد الثانوي، وهي أيضا بطلة المسلسل، يصفها زملاؤها في الفصل بغريبة الأطوار، الجميلة والعصبية، وهي فتاة تهوى الرياضة وعلاماتها الدراسية ممتازة. على العكس فان حياتها الاجتماعية شبه معدومة، ترفض الكلام الفارغ ويراها زملاؤها مخبولة. ولا تبدي هاروهي أي اهتمام سوى بالكائنات الفضائية والمسافرين عبر الزمن، ولا تلقي بالا للأشخاص العاديين.

## وصلات خارجية
- كآبة هاروهي سوزوميا  نسخة محفوظة 7 يناير 2010 على موقع واي باك مشين. عند كادوكاوا شوتين

(باليابانية)
- كآبة هاروهي سوزوميا الموقع الأنمي الرسمي

(باليابانية)
- كآبة هاروهي سوزوميا" أنمي نسخة محفوظة 15 أبريل 2009 على موقع واي باك مشين. عند كيوتو أنيميشن (باليابانية)
- موقع المانغا والرواية الرسمي في أمريكا الشمالية
- كآبة هاروهي سوزوميا عند مادمان إنترتنمنت
- كآبة هاروهي سوزوميا على موقع ANN manga (الإنجليزية)